# Braeburn (Apfel)

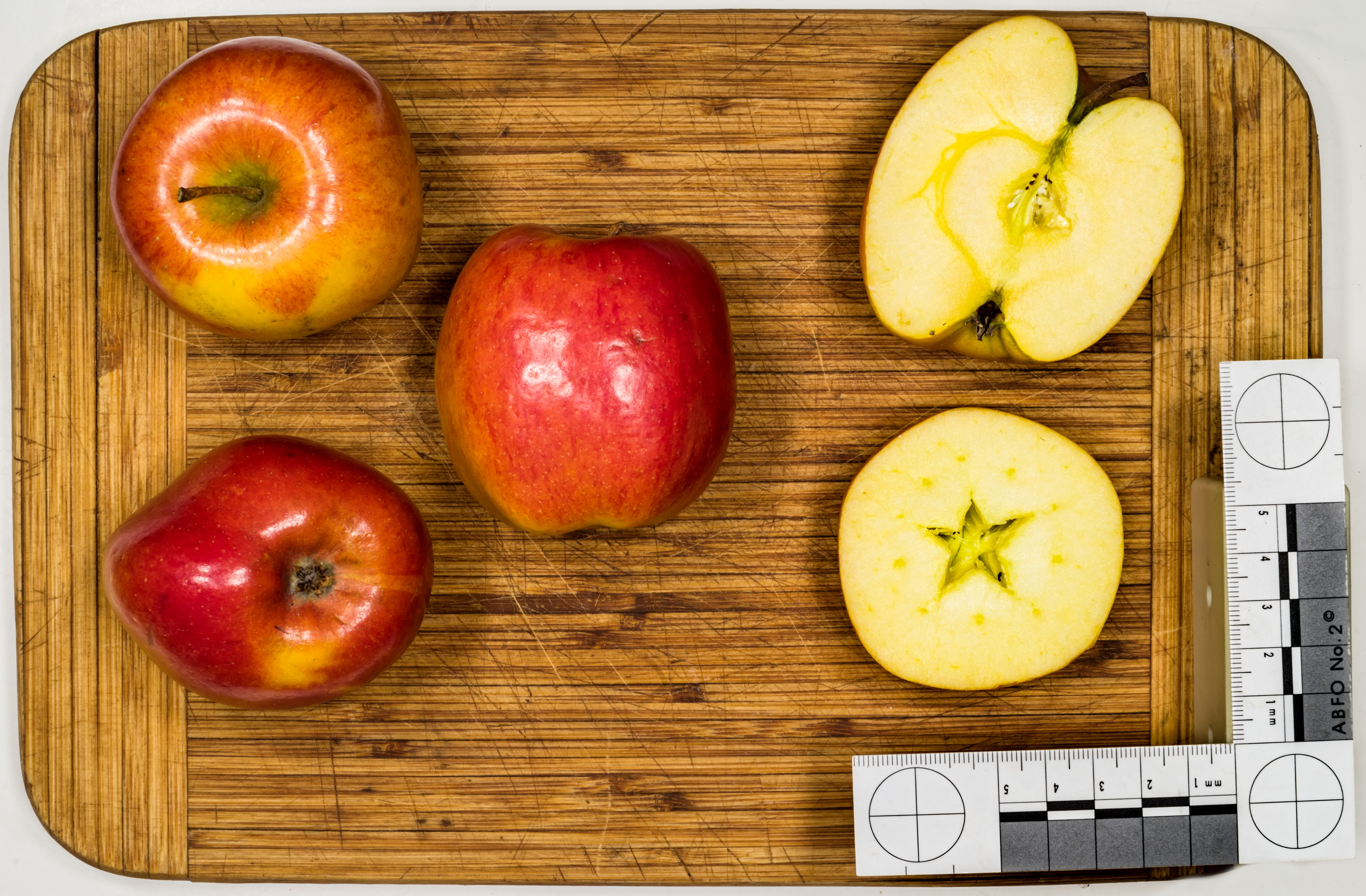
Fruchtansichten

Braeburn ist eine Sorte des Kulturapfels, die ursprünglich aus Neuseeland stammt. Der zweifarbige mittelgroße Apfel ist knackig und hat ein komplexes süß-herbes Aroma, das insbesondere bei Europäern beliebt ist.
Der Apfel wurde 1952 als Zufallssämling entdeckt, wird aber erst seit Anfang der 1990er in kommerziellem Maßstab angebaut. Braeburn gehört zusammen mit Royal Gala zu den beiden wichtigsten Apfelsorten Neuseelands. In den letzten Jahren hat auch der Anbau in anderen Regionen mit langen Vegetationsperioden zugenommen, und er wird kommerziell in Chile, den Vereinigten Staaten und dem südlichen Europa angepflanzt. Benannt ist der Apfel nach den Braeburn Orchards, dem Ort des ersten kommerziellen Anbaus.

## Beschreibung

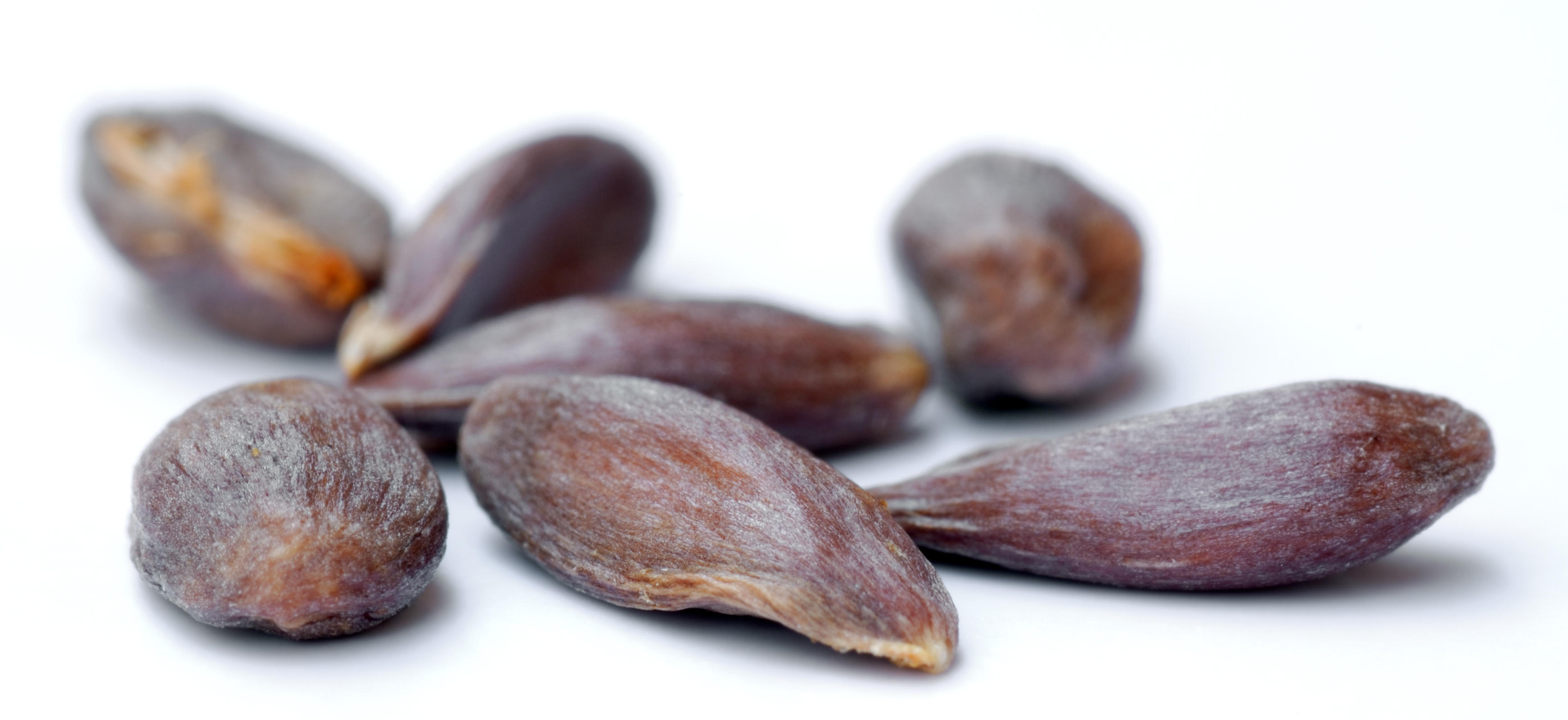
Kerne der Sorte Braeburn

Braeburn-Äpfel sind mittelgroß bis groß. Die glänzende Schale wird von dunkelroten kurzen Streifen bedeckt, die zu drei Vierteln durch eine rote Fläche überlegt sind. Das Fruchtfleisch ist relativ hart, aber sehr aromatisch und haltbar, verliert jedoch, wenn die Äpfel erst aus dem Kühllager kommen, schnell seine Festigkeit. Braeburn ist länger lagerfähig als beispielsweise Cox Orange, aber nicht so lange wie Golden Delicious.
Die Mutante Braeburn Hillwell (auch „Red Braeburn“) hat eine stärker ausgeprägte Rotfärbung als die Stammform. Andere verbreitete Typen sind Hidala, Mahana Red, Royal Braeburn, und Southern Rose.
Braeburn eignet sich als Tafelapfel ebenso wie zum Kochen oder Backen. Er ist ideal für Kompott, Obstsalat und Saft.
Auf Braeburn reagieren viele Allergiker, wie auch auf Granny Smith, Gala, Golden Delicious und Jonagold.

## Geschichte

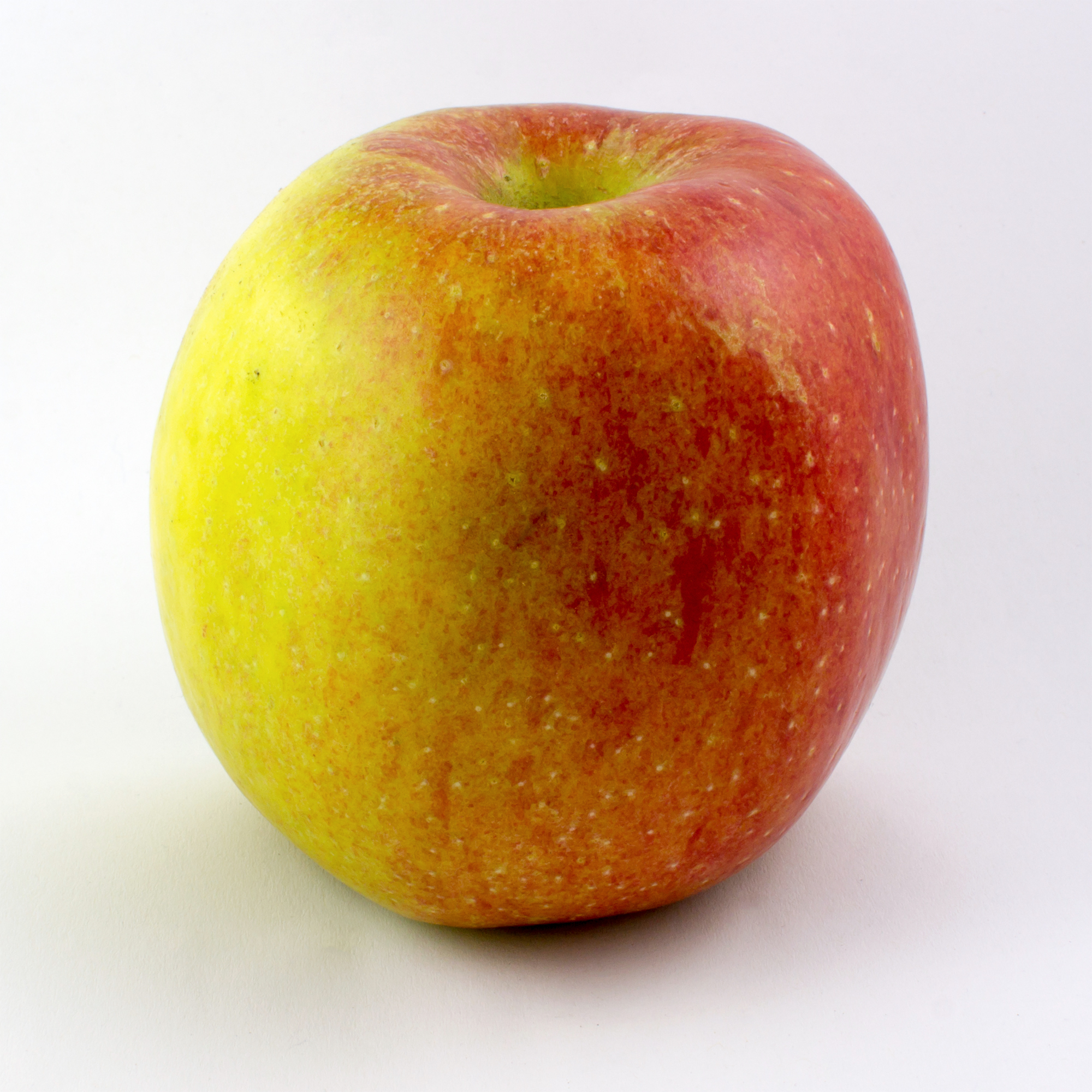
Braeburn

Braeburn wurde als Zufallssämling 1952 von O. Moran, einem Obstbauern aus Waiwhero in Upper Moutere, Neuseeland, in einer Hecke am Wegesrand aufgefunden. Die Sorte wurde von der Baumschule Williams Brothers in Braeburn planmäßig für den Export angebaut. Besonders eine kleine Gruppe von Züchtern in der neuseeländischen Hauptanbauregion in Nelson setzte sich für Braeburn ein. Aber erst als die Marktdominanz von Granny Smith und Red Delicious in den 1980ern und 1990ern in Neuseeland zu schwinden begann, bauten die Produzenten verstärkt Braeburn an.
Braeburn war zusammen mit Gala und Fuji eine der ersten zweifarbigen Apfelsorten, die nach der jahrzehntelangen Dominanz einfarbiger Äpfel (Red Delicious, Golden Delicious, Granny Smith) auf dem Weltmarkt Erfolg fanden. Im Jahr 2000 waren bereits 77 % der neuseeländischen Produktion Braeburn oder Royal-Gala-Äpfel. Im neuen Jahrtausend begannen jedoch die Preise zu fallen und Braeburn zugunsten neuer Clubsorten an Marktanteilen zu verlieren.
Während der komplexe herb-süße Geschmack auf den Exportmärkten Europas sehr gut ankommt, ist dies auf anderen Kontinenten nicht der Fall. Seitdem die Apfelbauern Neuseelands sich stärker auf den Export nach Asien konzentrieren, verliert Braeburn in seiner Heimat Neuseeland an Beliebtheit. Allein in den Jahren zwischen 2005 und 2011 hat sich die Produktion in dem Land halbiert.
Als eine der Eltern- oder Großelternsorten wird Cox Orange vermutet. Als zweite Elternsorte wird Lady Hamilton angegeben. Auch kommt Golden Delicious oder Granny Smith in Frage. Der Zufallssämling wuchs im damaligen Zentrum des neuseeländischen Apfelanbaus auf, so dass Äpfel dieser Sorten in der Nähe wuchsen.

## Anbau
Braeburn-Bäume sind unter den klimatischen Bedingungen Neuseelands mit einer langen Vegetationsperiode vergleichsweise einfach anzubauen und erbringen bereits als junge Bäume hohe Ernten. Die Ernte erfolgt dort von Ende März bis Anfang April. Die Früchte brauchen zur Reife eine relativ lange Vegetationsperiode, weshalb sich die Sorte nur für wärmere Klimate eignet. In Deutschland ist sie nur in den wärmeren Regionen zum Anbau geeignet, die Ernte erfolgt Mitte bis Ende Oktober. Im Kühllager sind die Äpfel bis April haltbar.
Braeburn ist besonders anfällig für Apfelschorf. Die Neigung zur Alternanz lässt sich durch regelmäßige Ausdünnung gut eindämmen.
Eine besondere Krankheit von Braeburn ist die „Braeburn Browning Disorder“. Dabei verfärbt sich das Fleisch des Apfels braun und saugt sich mit Wasser voll. In extremen Fällen können sich Aushöhlungen im Apfel bilden. Von außen ist in den Anfangsstadien die Krankheit nicht erkennbar, so dass immer wieder Äpfel mit Braeburn Browning Disorder in den Handel gelangten und dort für entsprechend verärgerte Reaktionen der Verbraucher sorgten.